# NIC-64
La NIC-64  es una importante carretera nacional clasificada como colectora principal en Nicaragua. La NIC-64 es una carretera nacional de Nicaragua que se encuentra enteramente dentro de los límites de la Isla de Ometepe, una de las islas más grandes y reconocidas del país, ubicada en el lago Cocibolca. Esta vía de transporte, que conecta varias localidades dentro de la isla, desempeña un papel crucial en la comunicación y el desarrollo económico de la región, facilitando el acceso a servicios, el comercio local y el turismo. 

## Extensión
Administrativamente, la NIC-64 forma parte del departamento de Rivas, al suroeste de Nicaragua. Con una longitud de 24,68 millas (aproximadamente 39,72 kilómetros). Esta carretera recorre gran parte del perímetro de la isla, formando un anillo que facilita el acceso a diversas comunidades y puntos de interés. Su trazado perimetral no solo conecta las principales localidades, sino que también es esencial para el turismo y la economía local, al permitir una circulación fluida a lo largo de la isla.